# Tegaldowo (Tirto)
Tegaldowo is een bestuurslaag in het regentschap Pekalongan van de provincie Midden-Java, Indonesië. Tegaldowo telt 2812 inwoners (volkstelling 2010).